# Olgino

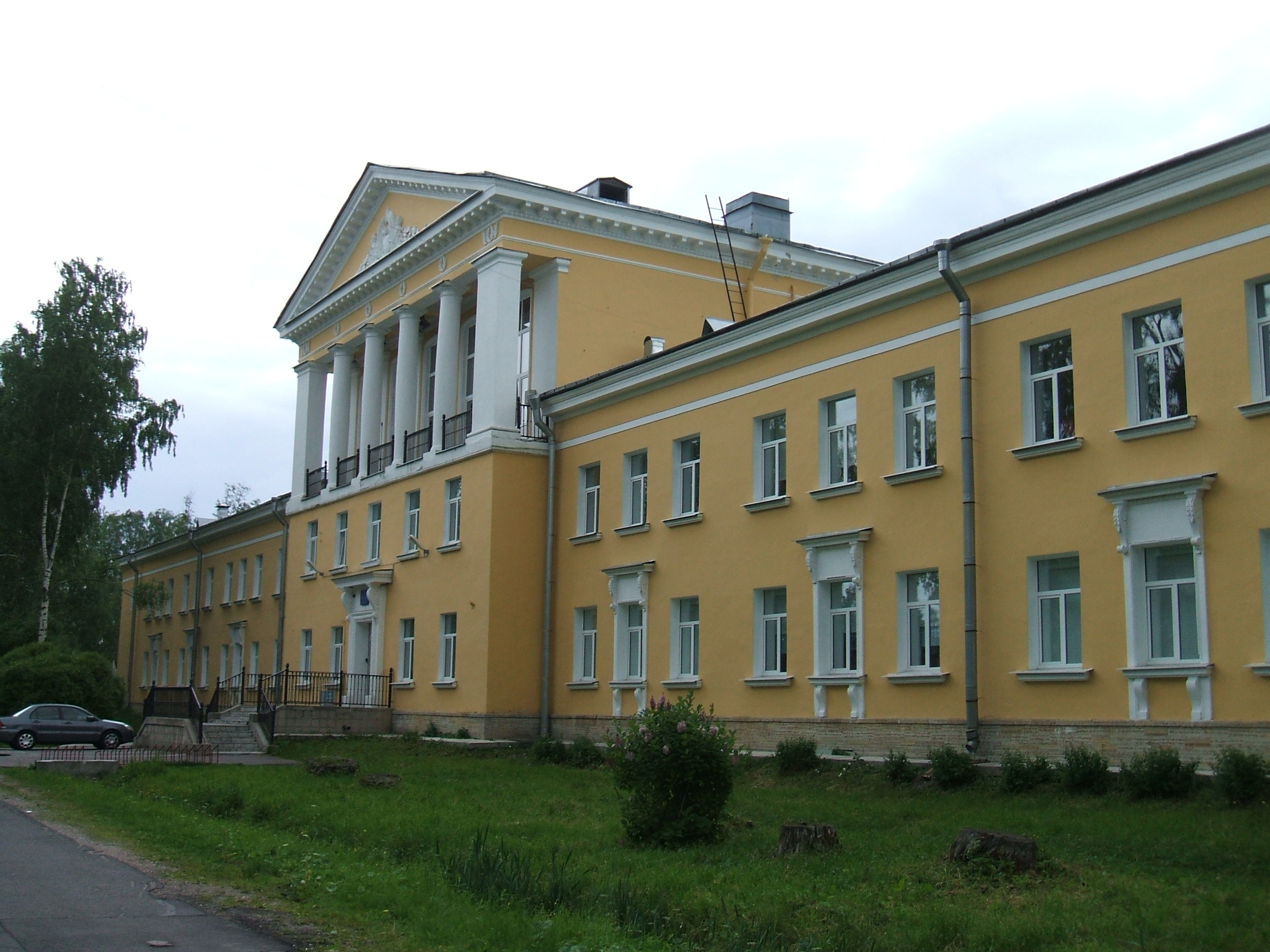
Un edifici escolar d'Olgino

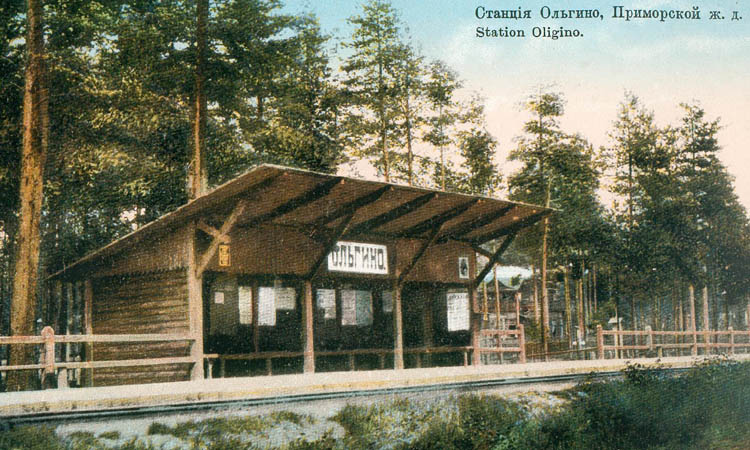
Estació de tren a Olgino del Ferrocarril Primorsky a inicis del segle XX

Olgino (rus: О́льгино) és una àrea històrica de l'okrug Lakhta-Olgino de Sant Petersburg, Rússia. Es troba al sud-oest de l'àrea de Lakhta i a l'est de Lisy Nos. Aquesta part de la costa de la badia del Neva va ser propietat a meitats del segle XIX del Compte Stenbock-Fermor, d'origen suec, qui li va donar el nom de la seva muller Olga. A inicis del segle xx, Olgino va créixer com una prospera datxa al nord de la capital russa. Entre els seus habitants hi havia el poeta Korney Chukovsky. Olgino va ser incorporada a la ciutat de Leningrad el gener de 1963. És considerada com l'equivalent a St. Petersburg de Rublyovka, el barri més exclusiu de Moscou.

## Centre de trolls d'internet
D'ençà l'estiu de 2013, hi havia un centre a Olgino de com a mínim un de centenar de trolls, finançats per a distribuir missatges via Internet per tal de donar suport a la propaganda del govern rus. L'octubre de 2014 es va conèixer que el centre s'havia desplaçat al carrer Savushkina (districte Primorskiy, St. Peterburg).